# 루이트폴트 폰 바이에른 왕자

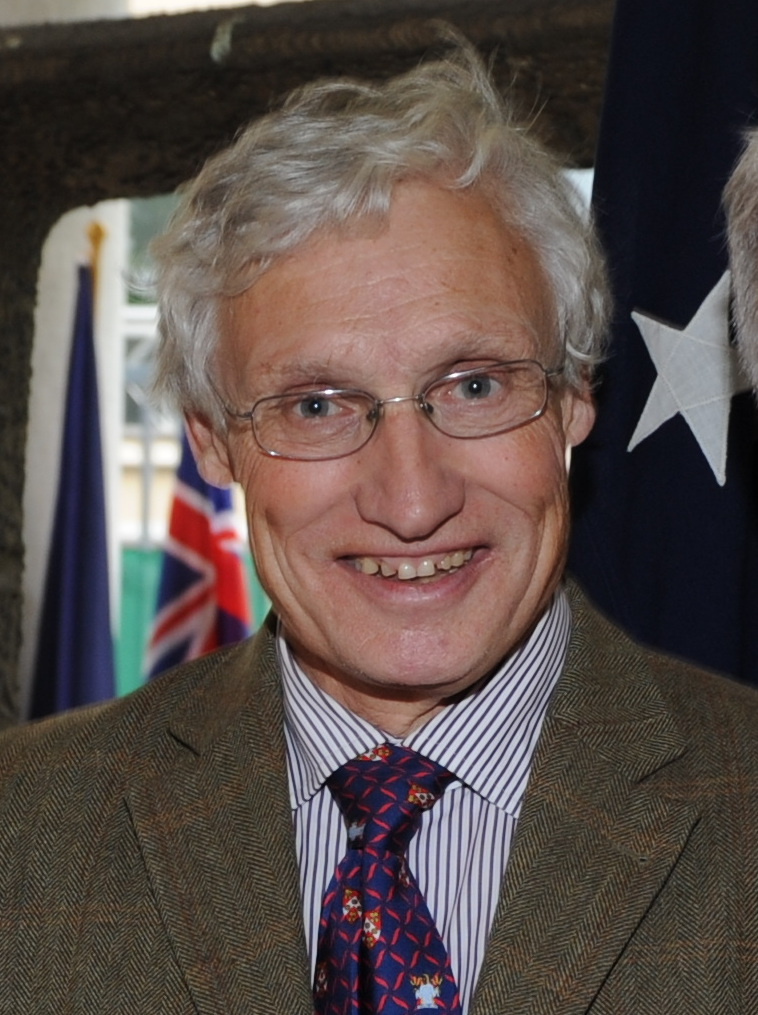
루이트폴트 폰 바이에른

바이에른 왕자 루이트폴트(Luitpold Rupprecht Heinrich Prinz von Bayern, 1951년 4월 14일 ~ )은 1918년까지 바이에른의 왕으로 통치했던 비텔스바흐 가문의 수장이자 쾨니히 루드비히 슐로스바우에라이의 수장으로서 두 번째이자 후계자이다.